# État civil napoléonien en Italie

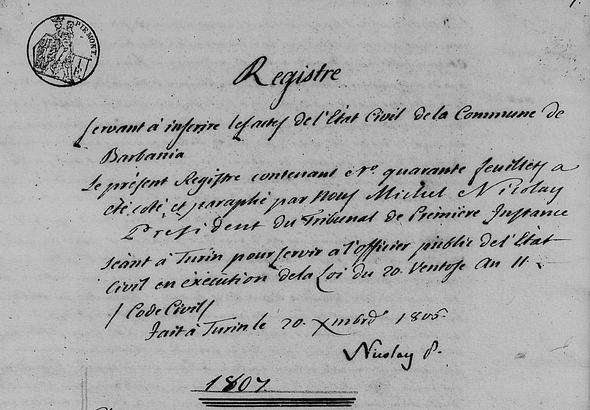
En-tête du registre d'état civil napoléonien de 1807 pour la commune de Barbania (Piémont)

L'état civil napoléonien en Italie (en italien stato civile napoleonico) est l'ensemble des registres d'état civil établis en Italie du Nord et du centre par l'empereur Napoléon Bonaparte durant la période française pendant le Premier Empire (1804-1815).

## La mise en place de l'état civil napoléonien

Départements français d'Italie en 1811

La France, qui a généralisé dès l'ordonnance de Villers-Cotterêts de 1539 l'état civil dans le pays grâce aux registres paroissiaux catholiques, met en place l'état civil non confessionnel par le décret du 20 septembre 1792 établi par l'Assemblée législative au cours de la Révolution française. Les maires des communes sont ainsi désignés, à la place des curés catholiques, pour gérer les registres de naissance, de mariage et de décès.
Au début du XIXe siècle, l'empereur Napoléon annexe à la France une grande partie de l'Italie, dont le Piémont, Venise, Florence et Rome, et ces territoires sont divisés en départements comme dans le reste de la France. C'est à cette époque, au fur et à mesure qu'il prend le contrôle de l'Italie, qu'il met en place des lois exigeant des registres d'état civil pour chaque localité des nouveaux départements annexés. Jusqu'alors, l'état civil est enregistré dans les registres paroissiaux, depuis la concile de Trente de 1542.

## Lieux concernés par ces registres

### Piémont
Les registres napoléoniens couvrent la période de 1804 à 1814. 

### Venise et Lombardie
Les registres napoléoniens commencent vers 1806 et finissent en 1814 ou 1815.

### États Pontificaux
Dans la région des États pontificaux, qui correspond actuellement aux régions de l'Émilie-Romagne, du Latium, des Marches, de Molise et de l'Ombrie, les registres napoléoniens couvrent la période de 1810 à 1814. 

## Langue des registres

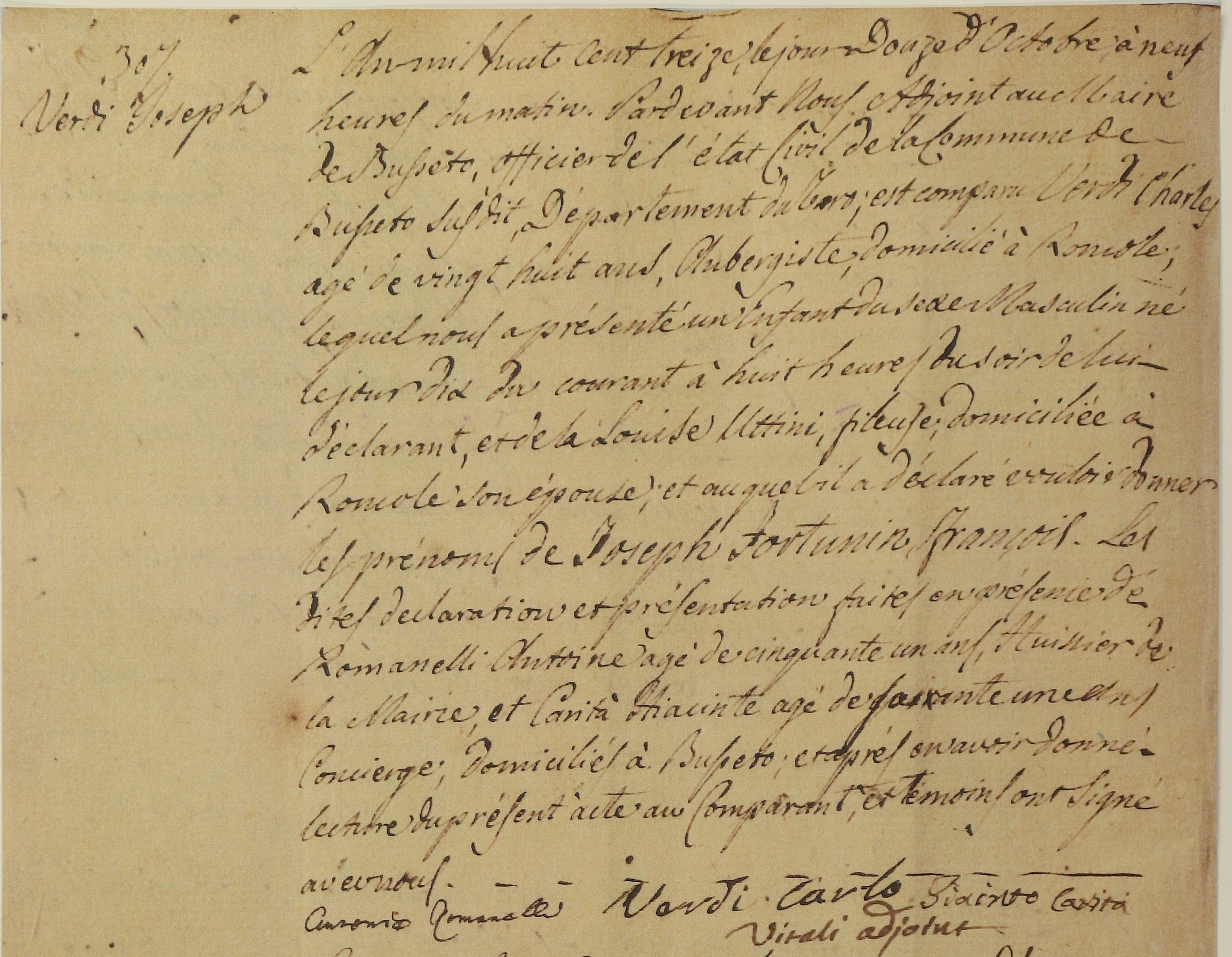
Acte de naissance de Joseph Giuseppe Verdi le 10 octobre 1813 à Busseto (Émilie-Romagne) dans l'état civil napoléonien de l'Empire français

L'état civil napoléonien est rédigé en italien ou en français, en fonction des lieux et des années. Les noms propres suivent aussi la langue de l'acte ; ainsi Joseph en français est Giuseppe en italien, ou bien Marie est Maria. C'est pourquoi, par exemple, le compositeur de musique Giuseppe Verdi, né le 10 octobre 1813 à Busseto, est né Joseph Verdi à l'état civil.

## Lieu de conservation
Les originaux des registres de l'état civil napoléonien sont conservés dans les archives d'État des différentes provinces italiennes concernées.

## La fin de l'état civil napoléonien
Après la fin du Premier Empire, l'état civil napoléonien est progressivement supprimé en 1814 ou 1815 avec le retour au système du registre paroissial. L'état civil non confessionnel se généralise lors de l'unification italienne en 1866.